# Deshawn Stephens
Deshawn Stephens (Los Ángeles, California, 9 de octubre de 1989) es un baloncestista estadounidense que pertenece a la plantilla del Promitheas Patras B.C. de la A1 Ethniki. Con 2,03 metros de estatura, juega en la posición de ala-pívot. 

## Trayectoria deportiva

### Universidad
Jugó sus dos primeros años en el Santa Monica College, perteneciente a la CCCAA, promediando en el segundo de ellos 12,3 puntos y 8,6 rebotes por partido. Fue transferido en 2011 a los Aztecs de la Universidad Estatal de San Diego, donde jugó dos temporadas más, en las que promedió 5,6 puntos y 5,0 rebotes por partido.

### Profesional
Tras no ser elegido en el Draft de la NBA de 2013, firmó su primer contrato profesional con los Hamamatsu Higashimikawa Phoenix de la bj league japonesa, donde promedió 9,1 puntos y 5,9 rebotes en 27 partidos. El 5 de febrero de 2014 fue despedido por los Phoenix, fichando dos días después por el Akita Northern Happinets, donde acabó la temporada promediando 11,7 puntos y 7,2 rebotes por encuentro.
El 15 de septiembre de 2015 fichó por el Bandırma Kırmızı de la TBL, la segunda división turca, pero un mes después fue ascendido al Banvit B.K. de la BSL, equipo del que es filial el anterior. El 4 de enero de 2016 dejó Turquía para fichar por el Champagne Châlons Reims francés, donde acabó la temporada promediando 8,9 puntos y 3,8 rebotes por partido.
El 28 de julio de 2016 regresó al equipo japonés del Akita Northern Happinets, donde permaneció hasta marzo de 2017, cuando fue adquirido por Los Angeles D-Fenders para acabar la Temporada 2016-2017 de la D-League, disputando diez partidos en los que promedió 8,0 puntos y 5,5 rebotes.
El 4 de agosto de 2017 regresó a Europa para firmar con el Cagliari Dinamo Academy de la Serie A2 italiana. El 3 de diciembre de ese mismo año anotó el máximo de su carrera, con 34 puntos, con un 15 de 18 de tiros de campo, ante el Cuore Napoli. Acabó la temporada promediando 16,1 puntos y 8,5 rebotes por partido.
Ese verano de 2018 jugó seis partidos con el Trotamundos de Carabobo de la liga venezolana, y el 29 de julio formó contrato con el Maccabi Rishon LeZion de la Ligat ha'Al israelí.
En julio de 2020 firmño con el Bakken Bears de la Basketligaen danesa.
En la temporada 2021-22, firma por el KK Igokea de la ABA Liga.
El 11 de noviembre de 2022, firmó con el Dinamo Sassari de la Lega Basket Serie A italiana.
El 22 de julio de 2023 firmó con el club griego Promitheas Patras.

## Estadísticas
| Año     | Equipo                   | Liga      | PJ | PT | MPP  | %TC  | %3P  | %TL  | RPP  | APP | ROB | TPP | PPP  |
| ------- | ------------------------ | --------- | -- | -- | ---- | ---- | ---- | ---- | ---- | --- | --- | --- | ---- |
| 2013-14 | Hamamatsu Phoenix        | bj League | 27 | -  | 21.0 | .490 | .185 | .577 | 6.0  | 1.3 | 1.1 | .4  | 9.1  |
| 2013-14 | Akita Northern Happinets | bj League | 20 | -  | 23.5 | .677 | .0   | .400 | 7.8  | 1.4 | .5  | .5  | 12.5 |
| 2014-15 | Akita Northern Happinets | bj League | 47 | -  | 24.7 | .585 | .333 | .626 | 8.8  | 1.6 | .9  | .6  | 14.3 |
| 2015-16 | Banvit                   | BSL       | 4  | 0  | 6.8  | .222 | .0   | .500 | 1.7  | .2  | .2  | .2  | 1.2  |
| 2015-16 | Banvit                   | EuroCup   | 5  | 0  | 8.2  | .643 | .0   | .600 | 3.0  | .2  | .0  | .0  | 4.2  |
| 2015-16 | Bandirma Kirmizi         | TBL       | 7  | 7  | 34.3 | .512 | .333 | .480 | 10.1 | 1.4 | 1.4 | 1.2 | 15.2 |
| 2015-16 | Châlons-Reims            | Pro A     | 19 | 13 | 21.6 | .545 | .167 | .558 | 3.8  | .8  | .5  | .1  | 8.9  |
| 2016-17 | Akita Northern Happinets | B.League  | 41 | 25 | 20.9 | .581 | .300 | .529 | 7.2  | .7  | .7  | .5  | 10.3 |
| 2016-17 | Los Angeles D-Fenders    | NBDL      | 10 | 1  | 18.9 | .603 | .0   | .588 | 5.5  | .5  | .3  | .7  | 8.0  |
| 2017-18 | Cagliari                 | Serie A2  | 28 | 24 | 32.6 | .599 | .381 | .567 | 8.4  | 1.3 | .5  | .4  | 16.0 |
| 2017-18 | Trotamundos              | LPB       | 6  | 4  | 25.5 | .589 | .400 | .500 | 6.8  | 1.3 | .8  | .1  | 12.5 |